# قندرون شويكي
قندرون شويكي (الاسم العلمي:Chondrilla setulosa) هو نوع من النباتات يتبع جنس القندرون من الفصيلة النجمية.